# Bílovice
Bílovice är en ort i Tjeckien.   Den ligger i distriktet Okres Uherské Hradiště och regionen Zlín, i den östra delen av landet, 250 km öster om huvudstaden Prag. Bílovice ligger 190 meter över havet och antalet invånare är 1 634.
Terrängen runt Bílovice är huvudsakligen lite kuperad. Bílovice ligger nere i en dal. Runt Bílovice är det ganska tätbefolkat, med 111 invånare per kvadratkilometer. Närmaste större samhälle är Uherské Hradiště, 7,3 km sydväst om Bílovice. Trakten runt Bílovice består till största delen av jordbruksmark.